# یونیون (کامیونیتی)، شهرستان راک، ویسکانسین
یونیون (به انگلیسی: Union) یک منطقهٔ مسکونی در ایالات متحده آمریکا است که در شهرستان راک، ویسکانسین واقع شده‌است. یونیون ۲۸۷٫۱۳ متر بالاتر از سطح دریا واقع شده‌است.